# Konrad Poll
Konrad Poll (* um 1240; † zwischen dem 24. Februar und 15. Mai 1305) war ein österreichischer Politiker und der erste urkundlich erwähnte Bürgermeister Wiens.
Konrad Poll war ein reicher Großgrundbesitzer. Sein gleichnamiger Vater, ein Großkaufmann, kam über Regensburg nach Wien, erwarb die Herrschaft Vöslau und erhielt ein Lehen in der Wachau. Konrad Poll wird am 22. August 1282 unter dem Namen Chunradus Pullo erstmals in einer Urkunde des Wiener Rates als Magister Civium bezeichnet. Man vermutet, dass Poll um 1280 dieses Amt im Rahmen der Herrschaftsübernahme der Habsburger in Österreich verliehen bekam. Das Patrizier-Geschlecht der Poll führte ein Vogeljunges (Latein: pullus) im Wappen. Im Jahre 1285 wird Heinrich Hansgraf als neuer Bürgermeister Wiens genannt, im Jahre 1287 Konrad von Eslarn. In der Zeit von 1288 bis 1305 übernahm jedoch wieder Konrad Poll das Amt des Bürgermeisters, mit kleineren zeitlichen Unterbrechungen behielt er dies bis zu seinem Tode. Sein Nachfolger wurde Heinrich Chrannest. In Polls Amtszeit fiel auch das erste in deutscher Sprache abgefasste Stadtrecht für Wien vom 12. Februar 1296.
Neben Konrad Poll selbst wurden auch sein Sohn Niklas Poll in den Jahren 1313 bis 1315 und 1324 bis 1327 sowie dessen Sohn Berthold Poll in den Jahren 1338 bis 1339 Bürgermeister von Wien.